# 教会暦
教会暦（きょうかいれき）とは、キリスト教で用いられる暦のこと。典礼暦（てんれいれき）ともいわれる。太陽暦の1年を周期としている。教会暦における日界（日の始まりの時点）は常用時（日界は正子）とは異なり、日没である。

## 東方教会

### 正教会の教会暦
正教会で使われる教会暦を正教会暦という（単に「暦」と呼ばれる場合もある）。
正教会暦に従い日々の奉神礼が構成され、祭と斎（ものいみ）が定められる。これによって一定の生活様式の習得と保持が図られ、生活における「時の成聖」が行われ、常に起きるかつて起きた出来事の今日的現実化をもたらされる。
復活大祭（パスハ）を中心とする周期を構成する動暦と、日にちで固定されている不動暦とで構成される。正教会暦は9月1日に始まる。

## 西方教会

### カトリック教会の典礼暦
カトリック教会においては、典礼暦はその一年が待降節から始まり、翌年の待降節の前日（土曜日）で終わるサイクルになっている。典礼暦にしたがって、ミサ中の朗読の配分、典礼色などが決まっている。
主日（日曜日）の朗読配分は3年周期である。西暦の年数（上述の通り典礼暦上の一年は待降節から始まるため、開始時点の年数に1を加えた数）を3で割った場合に、1余る年をA年、2余る年をB年、3で割り切れる年をC年と呼ぶ。A年にはマタイ、B年にはマルコ、C年にはルカの各福音書がおもに朗読される。

週日（月～土曜日）の朗読配分は2年周期である。西暦の奇数年を第1周年、偶数年を第2周年と呼ぶ。ただし、2年周期になっているのは「年間」の第1朗読だけで、福音書朗読および待降節・降誕節・四旬節・復活節の第1朗読については1年周期であり、毎年同じ箇所が朗読される。

また、1年を通して特定の日に聖人を記念する。その際の朗読配分は基本的に1年周期で、毎年同じ箇所が朗読される。
現行の典礼暦上の一年は「待降節→降誕節→年間→四旬節→聖なる過越の3日間→復活節→年間」のサイクルになっている。典礼暦上のすべての日は、祭日・主日・祝日・記念日・週日のいずれかである。下記に挙げる祭日・祝日は「すべてのカトリック教会において、主日に優先して祝われる祭日・祝日」であるが、これら以外にも、聖人の祝日・記念日が特定の日にあてられている（カトリック教会の聖人暦を参照）。それらが下記の祭日・祝日及び主日と重なった場合、下記の祭日・祝日及び主日を優先する（その教会の献堂日や名前の日、教区や修道会など共同体の守護聖人の日など、特別の事情がある場合には、祝日及び主日に優先する）。
- 待降節　典礼暦上の一年の始まりである。主の降誕（12月25日）の4つ前の日曜日（待降節第1主日）から、主の降誕の前晩のミサの直前までの期間。
  - 無原罪の聖マリア　12月8日。日曜日にあたる場合は12月9日。祭日。
- 降誕節　主の降誕の前晩のミサから始まり、「主の洗礼」をもって終わる期間。
  - 主の降誕　12月25日。祭日。典礼上は、前晩（12月24日の日没後）・夜半（25日午前0時）・早朝（25日未明）・日中（25日午前）の4回のミサが行われる。ただし、夜半のミサが24日の晩に前倒しして行われ、前晩および早朝のミサが行われないことも多い。
  - 聖家族　12月26日から31日の間にある日曜日。その期間に日曜日がない場合は12月30日[注釈 2]。祝日。主日に優先する。
  - 神の母聖マリア　1月1日。祭日。
  - 主の公現　1月6日。週日にあたる場合は1月2日から8日の間にある日曜日に移動することも多い[注釈 3]。祭日。
  - 主の洗礼　「主の公現」の次の日曜日（「主の公現」を1月7日または8日に祝った場合はその翌日）。祝日。主日に優先する。
- 年間　一年のうち、「待降節・降誕節・四旬節・聖なる過越の3日間・復活節」を除く期間。「主の洗礼」の翌日[注釈 4]に始まり、四旬節に入るといったん中断し、復活節の後に再開する。
  - 主の奉献　2月2日。祝日。主日に優先する。
- 四旬節　灰の水曜日[注釈 5]に始まり、「聖木曜日・主の晩さんの夕べのミサ」の直前までの期間。
  - 灰の水曜日　復活の主日から46日前の水曜日。
  - 聖ヨセフ　3月19日。日曜日にあたる場合は3月20日。聖週間中にあたる場合は3月19日より前の可能な日（通常は3月18日）。祭日。
  - 神のお告げ　3月25日。日曜日にあたる場合は3月26日。聖週間中にあたる場合は復活節第2月曜日。祭日。
  - 受難の主日(枝の主日)　復活の主日から1週間前の日曜日。この日から「聖週間」に入る。
    - 聖週間　受難の主日（枝の主日）に始まり、「復活の主日・復活の聖なる徹夜祭」の直前までの期間。
- 聖なる過越の3日間　「聖木曜日・主の晩さんの夕べのミサ」に始まり、復活の主日の晩の祈りで終わる3日間。
  - 第1日目 - 木曜日の日没後[注釈 6]に「聖木曜日・主の晩さんの夕べのミサ」が行われ、金曜日の午後3時頃（日没後や夜に行われることも多い）に「聖金曜日・主の受難の祭儀」が行われる。
  - 第2日目 - 聖土曜日　原則としてミサを含め一切の秘跡が行われない。
  - 第3日目 - 復活の主日　春分の日の後の最初の満月の次の日曜日。日曜日の夜明け前に「復活の主日・復活の聖なる徹夜祭」が行われる（土曜日の晩に前倒しされることも多い）。さらに日曜日の夜明け後に「復活の主日・日中のミサ」が行われ、日没前の晩の祈りで終わる。
- 復活節　復活の主日に始まり[注釈 7]、聖霊降臨の主日までの50日間。
  - 主の復活の8日間　復活の主日から、翌週の日曜日（復活節第2主日（神のいつくしみの主日））までの8日間。すべての日が祭日。
  - 主の昇天　復活の主日から40日後の木曜日（復活節第6木曜日）。その次の日曜日（復活節第7主日）に移動することも多い。祭日。
  - 聖霊降臨の主日　主の昇天の木曜日から10日後の日曜日。祭日。
- 年間　聖霊降臨の主日の翌日から、中断していた「年間」の時期が再開し[注釈 8]、翌年の待降節第1主日のミサの直前まで続く。
  - 三位一体の主日　聖霊降臨の主日から1週間後の日曜日。祭日。
  - キリストの聖体　三位一体の主日の次の木曜日。その次の日曜日に移動することも多い。祭日。
  - イエスのみ心　聖霊降臨の主日から19日後の金曜日。祭日。
  - 洗礼者聖ヨハネの誕生　6月24日。祭日。
  - 聖ペトロ・聖パウロ使徒　6月29日。祭日。
  - 主の変容　8月6日。祝日。主日に優先する。
  - 聖母の被昇天　8月15日。祭日。
  - 十字架称賛　9月14日。祝日。主日に優先する。
  - 諸聖人　11月1日。祭日。
  - 死者の日　11月2日。記念日。主日に優先する。
  - ラテラン教会の献堂　11月9日。祝日。主日に優先する。
  - 王であるキリスト　年間の最終主日[注釈 9]。祭日。「年間」は「王であるキリスト」の主日に続く土曜日までの一週間で終了し、再び待降節から新しい典礼暦上の一年が始まる。

### 聖公会の教会暦
聖公会では聖餐式中に旧約聖書・使徒書・福音書の朗読と詩篇の交唱が行われるほか、朝夕の礼拝においても日課として聖書朗読が行われる。朗読箇所は、聖餐式が3年サイクル（改訂共通聖書日課のA年、B年、C年）、朝夕の礼拝が2年サイクル（第1年、第2年）で指定されており、これを聖書日課と称する。聖書日課表は祈祷書に収録されているほか、毎年の教会暦に従って「教会暦・日課表」が年ごとに作成される。なお、聖餐式で朗読される聖書箇所を抜き出した「聖餐式聖書日課」がA年、B年、 C年用と3種類作られ、用いられている。
日本聖公会では祈祷書によって祝日を定めている。祝日の種類は次の通りである。

#### 祝日・記念日
- 主要祝日

復活日(イースター)、昇天日、聖霊降臨日、三位一体の主日、降誕日、顕現日、諸聖徒日
- 主日に優先して守られる祝日

主イエス命名の日、被献日、主イエス変容の日

#### 期節
- 降臨節　(イエスの誕生を待ち望むための節)
  - 第三主日：ローズ・サンデイ
- 降誕節　(イエスの誕生から顕現までの節)
  - 降誕日　(クリスマス、12月25日)
  - 主イエス命名の日（1月1日）
- 顕現節
  - 顕現日（1月6日）
  - 顕現後第一主日・主イエス洗礼の日

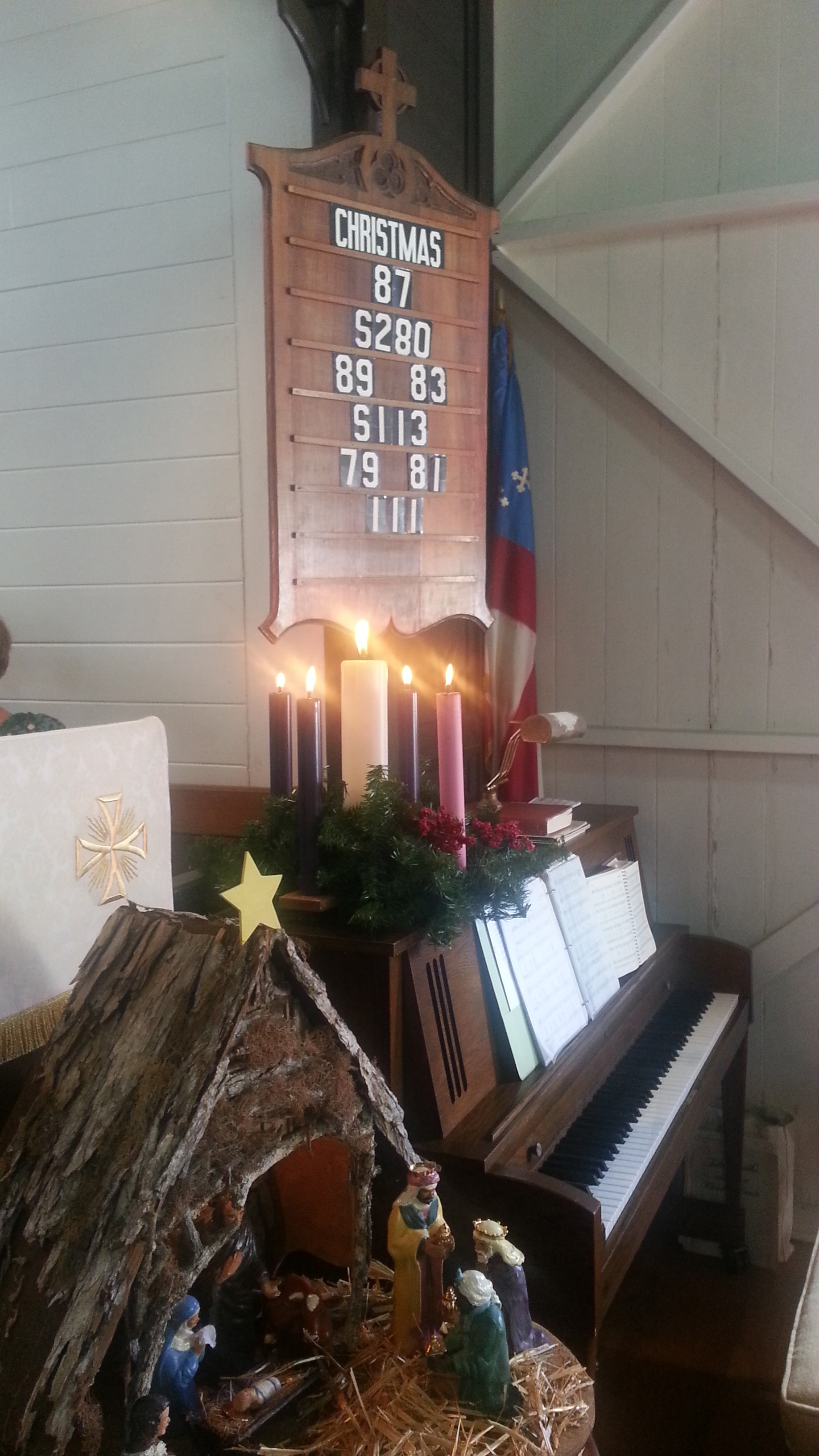
アドベントのろうそくの1本（一番手前）がローズ・サンデイ用にバラ色で、クリスマス当日には全部点灯されている（ハワイの米国聖公会教会で、2016年12月25日）

- 大斎節　イエスの受難を偲び、復活日まで悔い改めを行う節。
  - 大斎始日（灰の水曜日）
  - 聖週（扱いは大斎節）
    - 復活前主日
    - 復活前月曜日
    - 復活前火曜日
    - 復活前水曜日
    - 聖木曜日
    - 聖金曜日・受苦日
    - 聖土曜日
- 復活節　イエスの復活を記念する節。
  - 復活日
  - 復活後月曜日
  - 復活後火曜日
  - 復活後水曜日
  - 復活後木曜日
  - 復活後金曜日
  - 復活後土曜日
  - 昇天日
  - 復活節第7主日・昇天後主日
  - 聖霊降臨日(ペンテコステ)　使徒に聖霊が降臨したことを記念する日。
- 聖霊降臨後の節
  - 聖霊降臨後第1主日・三位一体主日
  - 聖霊降臨後第2主日～聖霊降臨後第27主日(27までない年もある)
  - 聖霊降臨後最終主日（降臨節前主日）

### プロテスタントの教会暦
宗教改革を記念し、10月31日に宗教改革記念日が祝われる。
教会暦を用いないプロテスタントもある。歴史的にはルーテル教会は教会暦を守り、ピューリタンは教会暦のクリスマスや待降節も否定する傾向にあった。講解説教を行う教会では、教会暦に直接対応しない聖書箇所が朗読箇所になることもあり、その場合の判断は各教会によって分かれる。

#### ルーテル教会の教会暦
ルーテル教会の教会暦である。
- 待降節
- キリスト降誕祭、年末、顕現日（待降節）
- 降誕日
- 降誕後第一主日
- 大晦日夕べの祈り
- 新年（主の割礼と命名の日）
- 降誕後第二主日（日本では「顕現主日」の場合が多い）
- 顕現日
- 顕現後
  - 顕現後最終主日（変容主日）
- 四旬節前
- 四旬節
  - 灰の水曜日
  - 枝の日曜日
- 聖木曜日
- 聖金曜日（受苦日）
- 聖土曜日
- 復活徹夜祭
- 復活日
- 復活節
- 主の昇天
- 聖霊降臨祭（ペンテコステ）
- 三位一体日（聖霊降臨後日曜日）
- 宗教改革記念日（10月31日）
- 最後の審判の日曜日、永遠の日曜日（教会暦最終日曜日）

#### 日本のプロテスタントの教会暦
日本では、戦時体制下の苦い記憶と偶像崇拝の罪を犯した歴史を記憶するためとして、2月11日を「信教の自由を守る日」としている。
以下は、多くの教会で守られている祝日である。
- 待降節
- クリスマス
- 元旦礼拝
- 公現日
- 信教の自由を守る日（2月11日）
- 灰の水曜日
- 受難節
- 世界祈祷日
- 棕櫚の主日
- 洗足日
- 受難日
- 復活日
- 母の日
- 昇天日
- ペンテコステ
- 三位一体主日
- 子どもの日（花の日）
- 世界聖餐日
- 父の日
- 宗教改革記念日（10月31日）
- 収穫感謝日